# Puerto de Rijeka
El Puerto de Rijeka (en croata: Luka Rijeka) es un puerto marítimo ubicado en Rijeka, Croacia, a orillas del golfo del Quarnero en el mar Adriático. Los primeros registros del puerto datan de 1281. Fue el puerto principal del Reino de Hungría en el siglo XIX e inicios del siglo XX, de Yugoslavia desde la Segunda Guerra Mundial hasta 1991 y de Croacia desde su independencia. Hoy en día, es el puerto más grande de Croacia con un rendimiento de carga de 10,2 millones de toneladas (2010), sobre todo de petróleo, carga general y carga a granel, y 137.048 TEUs. En 2008, el puerto de Rijeka registró 4.376 llegadas de buques. Es administrado por la Autoridad portuaria de Rijeka.
En 2011, Luka Rijeka, un concesionario del puerto de Rijeka firmó un contrato de asociación estratégica con International Container Terminal Services Inc. (ICTSI) y con Jadranska vrata, el segundo concesionario del puerto, para operar el terminal de contenedores. La asociación tiene como objetivo ampliar la capacidad del terminal a 600.000 TEUs. El plan maestro de desarrollo, elaborado por el Grupo Marítimo Rotterdam, especifica una expansión de las instalaciones portuarias para 2030, incluyendo la construcción de un gran terminal de contenedores en Omišalj en la isla Krk. El tercer concesionario es Jadranski naftovod (JANAF), que opera un depósito de petróleo en Omišalj.

## Historia

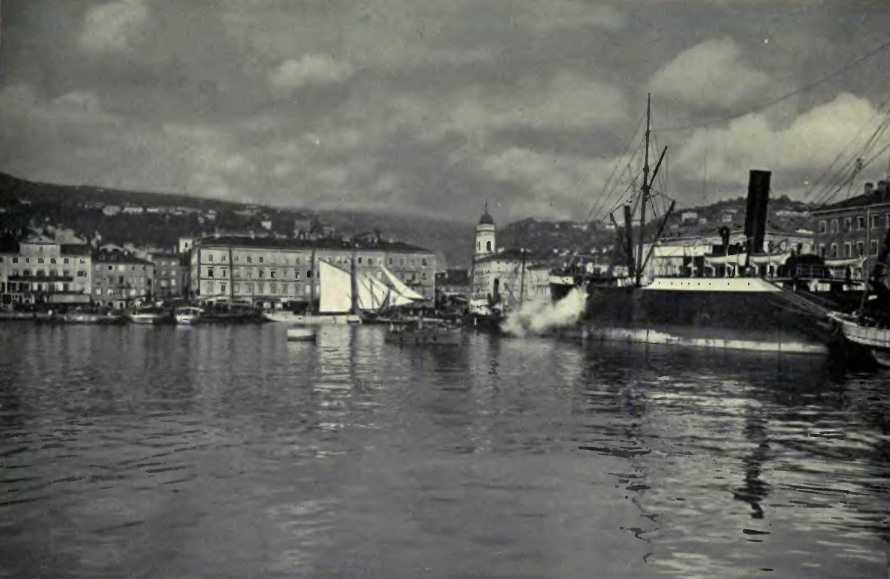
Fotografía de 1923 del Puerto de Rijeka.

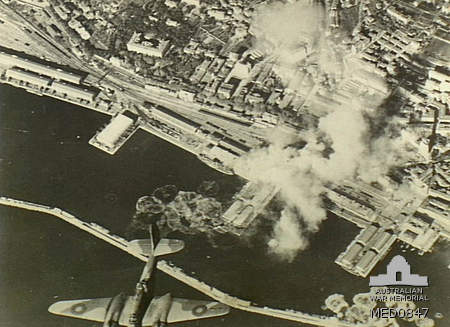
Bombardeo de la Royal Air Force del Puerto de Rijeka, 1944.

El primer registro de un puerto en Rijeka data de 1281, cuando el Maggior Consiglio de la República de Venecia informó de un conflicto de los comerciantes venecianos con los astilleros de Zadar y Rab. En 1719, el Puerto de Rijeka recibió la concesión de puerto libre por el emperador del Sacro Imperio Romano Germánico Carlos VI  y el primer camino que conectaba el puerto con el interior, la vía Carolina, fue completado en 1728. Las conexiones hacia el interior fueron mejoradas progresivamente por la construcción de las vías Josefina y Luisiana en 1779 y 1810, respectivamente.
En 1776, Rijeka se convirtió en un corpus separatum al interior de la Monarquía habsburga, conocido bajo su nombra húngaro-italiano de Fiume y fue transferido al Reino de Hungría con el fin de fomentar el comercio. Tras el Compromiso Austrohúngaro de 1867, Rijeka adquirió gran importancia como el único puerto marítimo húngaro y en la segunda mitad del siglo XIX fue completado un nuevo puerto artificial, así como líneas ferroviarias a Budapest vía Zagreb y a Pivka en la actual Eslovenia, donde se conecta con el Ferrocarril austríaco del sur que une Viena con Trieste. El desarrollo en este período resultó en el ascenso del Puerto de Rijeka al décimo puesto en volumen de transporte entre los puertos europeos, con un pico alcanzado en 1913. En la segunda mitad del siglo XIX, fue construido un gran rompeolas con muelles en la propia ciudad de Rijeka, trasladando la línea de costa entre 100 y 200 metros. En ese período, también se construyó infraestructura ferroviaria al norte del puerto, junto con instalaciones de almacenamiento, edificios administrativos y otras estructuras necesarias. Las instalaciones ferroviarias fueron diseñadas por Jozsef Bainville, mientras que el puerto en sí fue ideado por Hilarion Pascal, quien previamente había diseñado el puerto de Marsella, y Antal Hajnal. El bosquejo fue presentado como un puerto modelo en la Weltausstellung en Viena en 1873 y en la Exposition Universelle de París en 1878.